# Японские военнопленные в Германии
Японские военнопленные в Германии — небольшая группа японских подданных, которые содержались в немецком плену в период Первой мировой войны. Поскольку Япония не отправляла сухопутные войска на европейский театр военных действий, основную её часть составляли моряки торгового флота и пассажиры, однако в их число входили и добровольцы, воевавшие в составе Русской армии. При этом члены экипажей некоторых судов, таких как японский пароход «Хитати-мару» и новозеландский SS Otaki, оказали вооружённое сопротивление, из-за чего впоследствии рассматривались немецкой стороной как комбатанты.
Пленение происходило в основном в результате действий германских вспомогательных крейсеров (рейдеров), в частности SMS «Wolf» и SMS «Möwe», в Индийском и Тихом океанах, а также в единичном случае — подводных лодок в Средиземном море. Захваченных японцев доставляли в Германию, где распределяли по лагерям, таким как Гюстров и Бранденбург. Условия содержания включали принудительный труд (в частности, на строительстве железных дорог), недостаточное питание и холодный климат. Несмотря на это, смертность среди японских пленных была практически нулевой.  За соблюдением их прав следили представители Красного Креста, а также дипломаты нейтральной Испании, выступавшей в качестве державы-покровительницы.
Среди заметных событий периода плена — неудачные дипломатические переговоры об обмене японского капитана Такити Вакадзавы на немецкого пленного в Японии, а также единственный задокументированный успешный побег моряка Кикутаро Ямаситы, который спрятался в ящике для пианино. После заключения перемирия в ноябре 1918 года все пленные были освобождены и к весне 1919 года репатриированы в Японию.
Вернувшиеся из плена, включая офицера ВМФ Кэнкити Сираиси, столкнулись с официальными разбирательствами и общественным осуждением, что способствовало укреплению принципа «не сдаваться в плен», который стал доминирующим в японских вооруженных силах в преддверии Второй мировой войны.

## Предыстория

### Вступление Японии в войну
Руководствуясь условиями англо-японского союза 1902 года, а также собственными интересами по расширению своего влияния в Азии за счёт германских колоний, 15 августа 1914 года Япония предъявила Германии ультиматум. Он требовал вывода германских военно-морских сил из китайских и японских вод и передачи арендованной территории Цзяо-Чжоу с портом Циндао под японский контроль. После того как Германия не ответила на ультиматум, 23 августа 1914 года Японская империя официально объявила ей войну.

### Интернирование гражданского японского населения
Ещё до попадания японцев в плен в Германии было интернировано гражданское японское население, которое жило и работало в Германии — около 600 человек. Большинству удалось покинуть страну в первые три недели августа. Однако те, кто не хотел или не мог покинуть страну, были интернированы около 20 августа 1914 года. Однако осенью ситуация изменилось и они были депортированы. Таким образом, в 1915 году, за исключением отдельных случаев, в Германии больше не было японских гражданских интернированных.

## Захват в плен

### Осада Циндао и Оккупация Германской Микронезии
После японского объявление войны Германии 23 августа 1914 года, трое японцев в немецком Циндао были арестованы и держались под стражей по подозрению в военном шпионаже, но они были освобождены 16 ноября 1914 года. Кроме того, в Германской Микронезии были арестованы 14 японцев и задержано одно японское парусное судно, которые также были освобождены японцами.

### Восточный фронт
Япония направила в Россию небольшие группы японских военных специалистов, инструкторов-артиллеристов и водолазов, а также несколько десятков наблюдателей и других официальных представителей японских вооруженных сил. В газетах упоминается неподтверждённая информация о пленении некоторых из них. Например, газета San Francisco Examiner в 1917 году упоминает о японском офицере-наблюдателе капитане Такиити Вакадзава, попавшего в плен к немцам на русском фронте. По пути в Берлин капитан проехал через всю Австрию, и отметил, что в то время как там было достаточно продовольствия, в Германии наблюдался серьёзный продовольственный кризис. Он сообщил об относительно гуманном обращении со стороны немцев. Когда он выразил чувство голода, женщины Красного Креста предложили ему любую еду, которую они могли достать, включая хлеб, яблоко и чашку кофе. Японский офицер заметил, что, хотя его страна находилась в состоянии войны с Германией, к нему относились как к наблюдателю. Он пришел к выводу, что Германия находится при смерти из-за постепенного краха и признания демократии. После освобождения Вакадзава вернулся в Японию на голландском пароходе «Wilis». Капитан написал серию статей для газеты Japan Advertiser, описывая свой опыт плена и наблюдения за условиями жизни в Германии и Австро-Венгрии.
Кроме того, в составе русских войск воевали десятки, а возможно, и сотни японских добровольцев. Отношение немцев к ним было жестоким, если они попадали в плен. Известен случай одного японца, которому в отместку отрезали кончики ушей и отправили в назидание соотечественникам назад в Россию. Среди попавших в плен и оказавшихся в немецких лагерях был известен по меньшей мере один такой доброволец — Дзинбо Киёси из префектуры Аомори.

### 1914—1917 годы

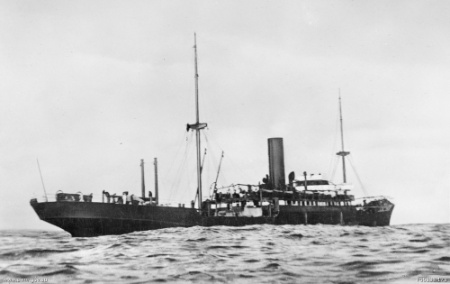
Немецкий рейдер SMS Wolf, 1917 год.

Поражение немцев в обороне Циндао 7 ноября 1914 года и потопление Германской Восточно-Азиатской крейсерской эскадры 8 декабря 1914 года положили конец непосредственной военной конфронтации между Японией и Германией. Однако опасность попасть в немецкий плен по-прежнему сохранялась для японцев, а именно, если они путешествовали по морю на судне под флагом Японии или одного из её союзников, в качестве члена экипажа или пассажира. В этом случае существовал риск столкнуться с немногочисленными немецкими вспомогательными крейсерами или подводными лодками, которые пытались нарушить судоходство противника в Атлантическом, Индийском и Тихом океанах до начала 1918 года. После объявления Германией неограниченной подводной войны японские торговые и пассажирские судна были вооружены, чтобы они могли противостоять вражеским подводным лодкам.
2 августа 1916 года немецкая подводная лодка SM UB-46 под командованием Цезаря Бауэра потопила в Средиземном море близ Александрии японский пароход «Kohina Maru» водоизмещением 3164 тонны, следовавшее из Бизерты в Порт-Саид. Капитан судна Такити Ваказава был взят в плен на подводной лодке, в то время как всему его экипажу было разрешено высадиться в Александрии. Сначала его содержали в австро-венгерской крепости в Которе, а затем перевели в лагерь Хафельберг в Германии, где он провёл почти год в ожидании решения своей участи. Согласно газете «The Japan Daily Mail» капитан судна Такити Ваказава оказался единственным японским военнопленным, содержавшимся в Германии в тот период. По сообщениям, поступавшим в японское МИД из Нидерландов, Ваказава содержался в лагере для военнопленных недалеко от Берлина, его здоровье было признано удовлетворительным, и ему периодически передавали посылки из Швейцарии.
10 марта 1917 года вооружённое новозеландское грузовое судно SS Otaki было потоплено немецким рейдером SMS Möwe после боя, в ходе которого «Отаки» оказал ожесточённое сопротивление и нанёс рейдеру значительные повреждения. Среди выживших, попавших в плен, оказались японcкие моряки Кикутаро Ямасита и Хатанака Кинити.

### Деятельность немецкого рейдера SMS Wolf

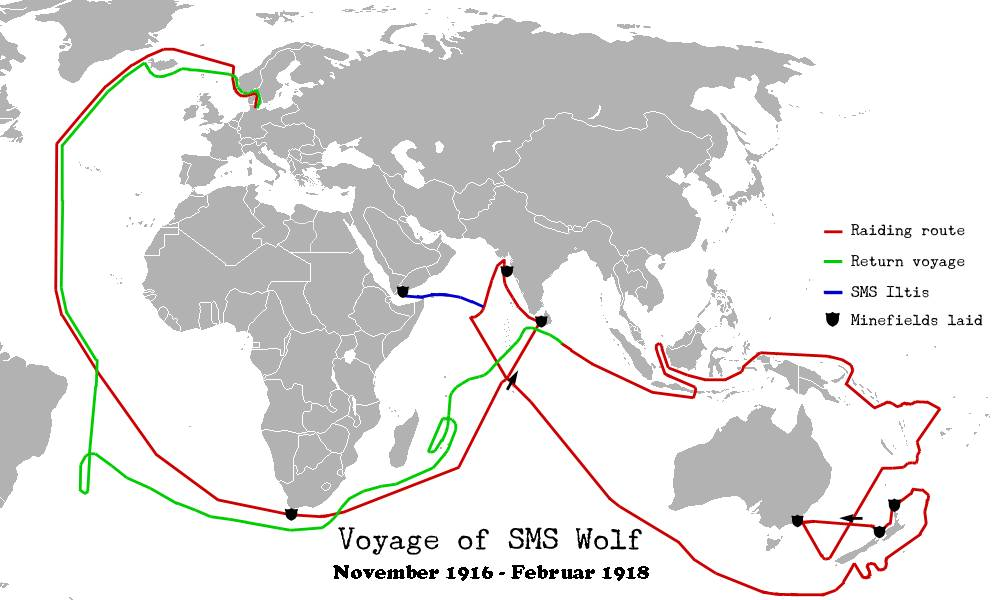
Маршрут немецкого вспомогательного крейсера SMS Wolf в Первой мировой войне (ноябрь 1916 — февраль 1918).

Немецкое грузовое судно «Wachtfels», построенное в 1913 году, в 1916 году было переоборудовано во вспомогательный крейсер «Wolf» и 30 ноября 1916 отправилось в плавание с целью нарушить вражескую морскую торговлю. Для этой цели корабль был хорошо вооружен: семь скорострельных орудий калибра 15 см, а также 465 мин, которые должны были быть установлены перед сильно посещаемыми портами противника. Максимальная скорость была довольно низкой — 10-11 морских миль в час, но это компенсировалось отличным радиооборудованием и бортовым самолётом «Wölfchen». Командир Карл-Август Нергер командовал экипажем из 347 человек.
К сентябрю 1917 года «Вольф» уже преодолел большое расстояние — почти 45 000 морских миль: вокруг Африки до Индийского субконтинента, оттуда до Австралии и Новой Зеландии, через Микронезийский и Индонезийский архипелаги и снова на запад. Ущерб, нанесенный противнику во время этого плавания, был значительным: 14 кораблей натолкнулись на мины «Вольфа», ещё 9 были взяты на абордаж и потоплены, а их экипажи и пассажиры были пленены на борту «Вольфа». Среди них есть три случая пленения японцев:
30 марта 1917 года британский парусный корабль «Dee» стал жертвой вспомогательного крейсера, а на его борту находился японец Симомура Риндзо. 16 июня 1917 года та же участь постигла американского парусного корабля «Winslow» и вместе с ним японского пассажира Мураками Ясуносукэ. Наконец, с американского парусного корабля «Beluga», затонувшего 9 июля 1917 года, были взяты в плен жена капитана Кэмерона и их шестилетняя дочь Хуанита.

### Захват судна Хитати-Мару

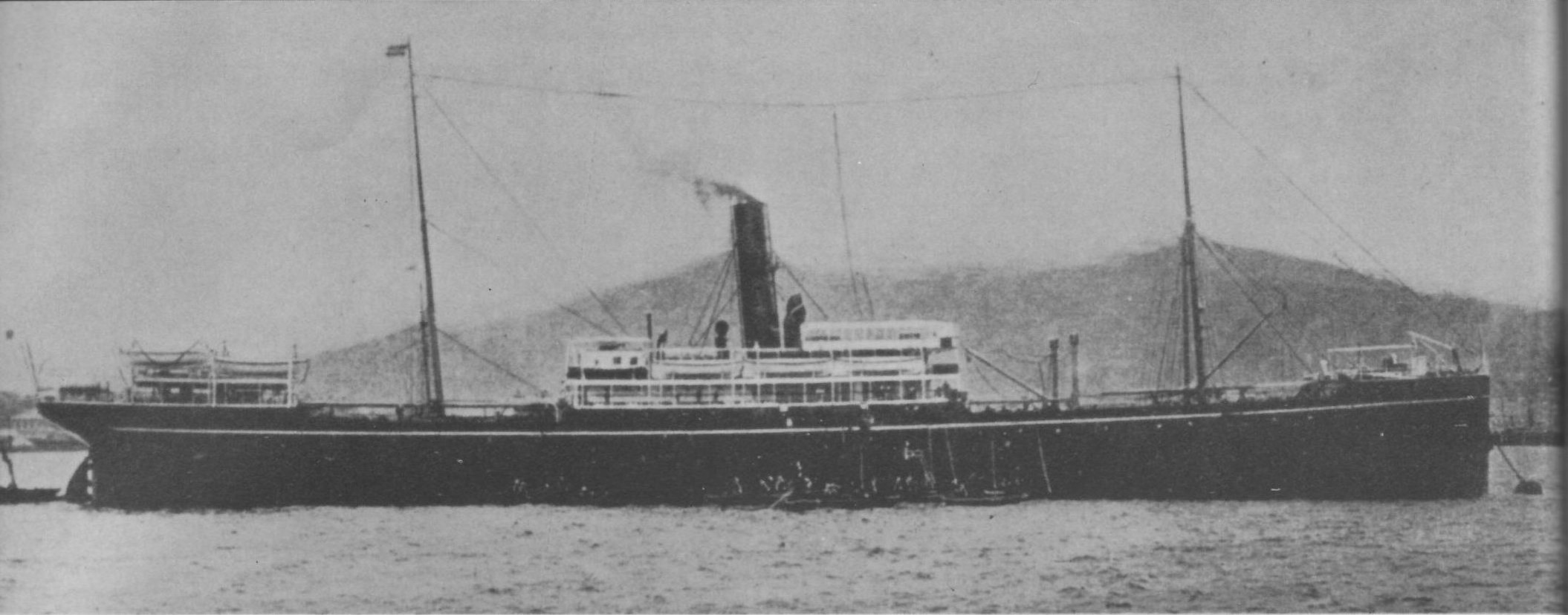
Японское судно Хитати-Мару

Судно «Hitachi Maru» японской судоходной компании Nippon Yushen Kaisha, построенное в 1906 году и имеющее валовую регистровую вместимость 6 557 тонн, находилось в рейсе из Иокогамы в Лондон с 29 августа 1917 года. 24 сентября 1917 года он покинул цейлонский порт Коломбо и взял курс на залив Делагоа на юге португальской колонии Мозамбик. Максимальная скорость корабля составляла 14-15 морских миль в час, а для самообороны он был оснащен современной скорострельной пушкой калибра 12,5 см. Японский экипаж из 117 человек, включая стюардессу Камено Кузираока, находился под командованием капитана Томинаги Сэйдзо, на борту было более 40 пассажиров, включая пять женщин и одного ребёнка. Среди пассажиров находился капитан-лейтенант (инженер) ВМФ Японии Кэнкити Сираиси, который тайно направлялся в Европу с секретной миссией по изучению немецких подводных лодок.

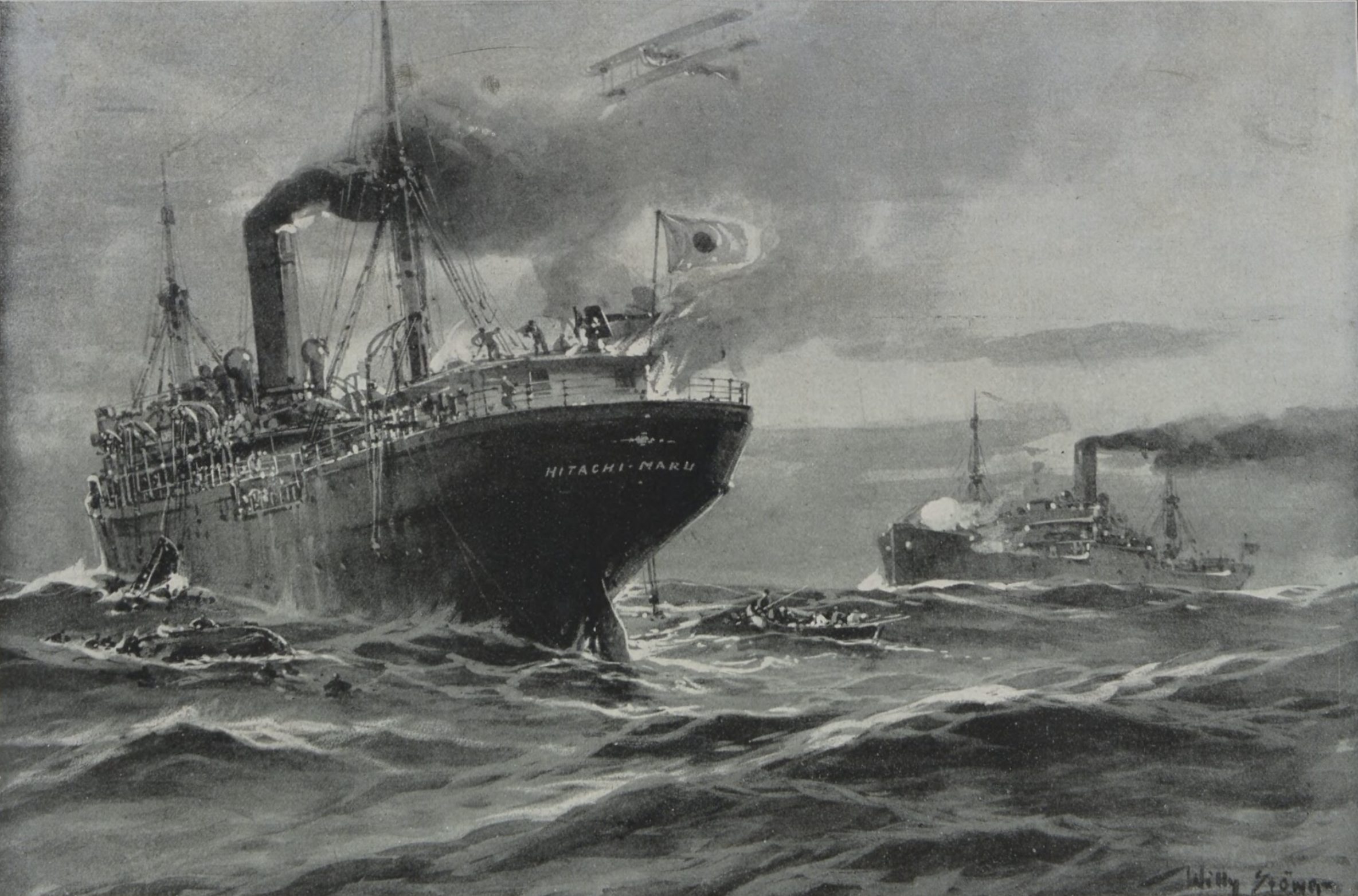
Немецкий вспомогательный крейсер SMS Wolf захватывает японский пароход «Хитати-Мару» после непродолжительного боя, 26 сентября 1917 года. Иллюстрация из немецкого издания «Der Krieg 1914/18 in Wort und Bild», 1919 г.

26 сентября 1917 года утром «Вольф» находился между атоллами Мальдивских островов (к югу от Цейлона), когда «Wölfchen» заметил на подходе японское судно, которое оказалось Хитату-Мару. Были изданы два предупредительных выстрела, а также приказ развернуться и воздержаться от любой радиосвязи. Однако капитан Томинага отдал приказ вызвать по радио помощь, увеличить скорость и использовать орудие судна против вражеского крейсера. В этой ситуации командир Нергер не видел другого выхода, кроме прицельной стрельбы. Сразу же было нанесено несколько ударов с близкого расстояния, после чего Томинага прекратил сопротивление. В результате погибло около десяти членов экипажа и один пассажир; ещё шесть моряков были тяжело ранены, двое из них позже скончались. Некоторые члены экипажа и пассажиры пытались спастись в спасательных шлюпках, что привело к гибели ещё одного человека. Все остальные были взяты в плен. При этом японские пленные содержались отдельно от других заключенных. Некоторые из них решили работать на немцев. Из-за того, что «Хитати-Мару» вступил в бой, немецкие власти впоследствии рассматривали его экипаж именно как комбатантов.
Тем временем исчезновение «Хитати-Мару» вызвало в Японии серьёзную обеспокоенность. После того как судно не прибыло в порт назначения, 18 октября Морское министерство официально объявило его пропавшим без вести. Была организована масштабная поисковая операция: ВМФ Японии при поддержке британского и французского флотов направил на поиски крейсер «Ниссин», а компания NYK — свои суда. Был сформирован специальный поисковый отряд во главе с пароходом «Тикудзэн-Мару», на борту которого находились два гидросамолёта «Морис Фарман». Несмотря на месяцы поисков в районе Коломбо, операция не дала результатов и была прекращена в январе 1918 года.

### Отплытие в Германию
Во время дальнейшего плавания к мысу Доброй Надежды «Хитати-Мару» с его богатым грузом первоначально служил судном снабжения, на котором, помимо призовой команды, плыли и некоторые заключенные. Однако на судне закончился уголь и 6 ноября 1917 года он был потоплен к востоку от Мадагаскара. Функции судна снабжения взял на себя испанский грузовой корабль «Igotz Mendi», захваченный четыре дня спустя. Несмотря на тесноту на борту, к ним ещё добавились пленные с трёх других судов. Но даже в штормовую погоду и при некоторых технических проблему, немецкому капитану Нергеру и его команде удалось сделать ситуацию более терпимой.
Это косвенно подтвердил Фриц Румпф, немецкий военнопленный в Японии из лагеря Нарасино, который писал в письме от 22 декабря 1918:
«На прошлой неделе здесь были 5 представителей японской женской ассоциации, 4 из которых были родственниками и женами моряков, погибших в бою „Хитати Мару“ с „Вольфом“; они принесли цветы и выразили соболезнования нам, военнопленным [. …] Мне особенно понравилось стихотворение покойного императора Мэйдзи из соболезнования: „Волны четырёх океанов окружают всех людей вместе; почему они сражаются, известно не больше, чем то, откуда приходят волны и ветер, который их будоражит“».
Из-за сильной переполненности рейдера командир Нергер принял решение перевести часть пленных — 72 человека (в основном женщин, детей, стариков и больных) — на борт «Игоц Менди», который должен был следовать за «Вольфом». Среди переведённых оказалась и медсестра Кудзираока Камэно. Судьба пленников на борту «Игоц Менди» сложилась иначе. 15 января 1918 года испанскому судну было приказано самостоятельно добираться до Германии. Однако 25 февраля, из-за сильного тумана, «Игоц Менди» у мыса Гренен (самой северной точки нейтральной Дании близ города Скаген). Пленные, включая Кудзираока Камэно, были освобождены датскими властями. 28 февраля Министерство военно-морского флота обнародовало этот факт в виде телеграммы из Копенгагена, а в токийском офисе «Ниппон Юсэн» судьба Кудзираоки Камэно была подтверждена лишь 9 марта. Стюардесса судна Кудзираока Камэно смогла вернуться в Японию в июле 1918 года и ей был посвящен один из газетных выпусков.
Тем временем «Вольф» с оставшимися пленными продолжал свой путь на север. 7 февраля 1918 года, когда рейдер уже находился вблизи Полярного круга и до Германии оставалось недолго, капитан «Хитати-Мару» Томинага Сэйдзо пропал без вести. Он оставил предсмертную записку, из которой стало ясно, что, не вынеся позора от потери судна и пленения экипажа, он покончил с собой, бросившись в море.
Немецкие офицеры часто говорили, что высадят пленных в нейтральном порту, но этого так и не произошло — остановка в порту и освобождение пленных могло бы предупредить бы врага о действиях рейдера и его местоположении. «Wolf» смог прорваться через английскую блокаду и 24 февраля 1918 года достиг гавани Киля. 

## Условия содержания

### Распределение по лагерям и принудительный труд
Сначала на берег сошли 5 тяжелораненых японских пленных, которых сначала поместили в военно-морской госпиталь в Киле, а 29 февраля — 18 офицеров (старший командный состав) «Хитати-мару», которых перевезли в Карлсруэ. Из Карлсруэ 5 человек были отправлены в лагерь Вахмбек, а 13 — в лагерь №82 в Бранденбурге. 2 марта оставшиеся 83 человека — рядовой состав (младшие члены экипажа) «Хитати-мару» и другие японцы — были через Любек перевезены в лагерь Гюстров, расположенный в холодной деревне к югу от Ростока. Из японских пленных в лагере Гюстров были сформированы рабочие команды, которые отправлялись в качестве рабочей силы на различные заводы в окрестностях Гамбурга. Позднее 9 японских пленных были переведены из лагеря Бранденбург в лагерь Вахмбек. 27 августа более 80 человек были переведены из лагеря Гюстров в лагерь Баркенмоор на севере Ютландского полуострова, где их привлекли к принудительным работам по строительству железной дороги. В связи с началом переговоров о перемирии между Союзными державами и Германией, с 5 ноября 1918 года принудительные работы для военнопленных были прекращены.
По свидетельству бывшего японского пленного Кикутаро Ямаситы, качество и количество пищи были недостаточными и без дополнительных продовольственных посылок от благотворительных организаций, таких как «British and Foreign Sailors Society» выживание было бы крайне затруднительным. Он отмечал, что рабочий день начинался в 4:15 утра и обычно продолжался до 18:00, а иногда и до 20:00. Пленные были задействованы в доках, занимаясь погрузкой и разгрузкой грузов и поездов. Кроме того, для японцев в Германии было слишком холодно.

### Отношения между немцами и японцами
Немецкий исследователь Вильгельм Дёген следующим образом описал японских военнопленных «[среди военнопленных] было представлено небольшое количество народов монгольской расы: японцы, которые невозмутимо улыбались даже в плену». Немцы верили в существование «Жёлтой опасности», а поэтому относились не очень доброжелательно к японским военнопленным. Однако, зафиксированы случаи возникновения романтических отношений между японскими военнопленными, работавших на заводах, и немецкими работницами.

### Международная помощь
Интересы японцев, удерживаемых в Германии, были представлены Королевством Испания в 1918 году. Подобно тому, как США присматривали за немецкими военнопленными в Японии в 1916 году, испанцы поступили так же: они осмотрели соответствующие лагеря и проверили там условия в соответствии с конвенциями международного права. Весной 1918 года Гюстров был одним из крупнейших лагерей в истории, в нём находилось в общей сложности 55 107 рядовых и унтер-офицеров, две трети из которых были русскими. Испанская делегация посетила лагерь и его подлагеря в районе Гамбурга. Инспекторы обнаружили, что во всех населенных пунктах условия были от хороших до удовлетворительных. Жалобы чаще всего были связаны с задержками почтовых отправлений и слишком маленькими продовольственными пайками. 
С марта 1918 года в Японии также было подтверждено наличие японских военнопленных в Германии, и в лагеря начала поступать, пусть и в небольших количествах, помощь, в том числе от организаций Красного Креста разных стран. Кроме того, благодаря докладу британского армейского офицера Адамса, сведения о судьбе взятого в плен капитан-лейтенанта инженер-механика Сираиси Кэнкити были переданы по телеграфу в Министерство иностранных дел через посланника Японии в Нидерландах.

### Почта
В лагере Гюстров была организована почтовая цензура — главным цензором японской корреспонденции был назначен капрал Брефе, а в качестве предварительного цензора японских текстов выступал повар с «Хитати-мару» Исии Кинтаро. Вся почта военнопленных, отправляемая японцами из лагерей на территории Германии, находилась под надзором цензуры лагеря Гюстров и сначала собиралась именно там.
Известен лишь один экземпляр почты, отправленной из Японии японскому военнопленному в Европу в годы Первой мировой войны. Это двойная почтовая карточка, специально изготовленная японским Информационным бюро по делам военнопленных. Она была отправлена 11 ноября 1918 года — в день заключения перемирия — из Токио в адрес стюарда с «Хитати-мару» Судзаки Эйкити, содержавшегося в лагере Гюстров. Карточка служила уведомлением об отправке денежного пожертвования в 15 иен от Токийского общества морских исследований и имела отрывную часть для подтверждения получения, которая осталась неиспользованной. Предполагается, что Судзака получил её уже после окончания войны, в конце ноября, находясь в Гюстрове в ожидании репатриации.

## Побег из плена
Известен по крайней мере один случай успешного побега японского пленного из немецкого плена. Кикутаро Ямасита, бывший член экипажа судна SS Otaki совершил побег 28 августа 1917 года после нескольких месяцев плена. Он выбрался через небольшое окно в верхней части барака и, выждав удобный момент, пробрался на корабль, где спрятался в ящике для пианино в трюме. Ямасита провел в ящике несколько дней без еды и воды, пока корабль не прибыл в норвежский порт Ставангер. В Ставангере Ямасита был обнаружен таможенными офицерами и передан британскому консулу. После короткого пребывания в Норвегии он был отправлен в Великобританию на британском грузовом судне.

## Статистика

### Немецкая статистика
| Дата       | Военнопленные офицеры | Военнопленные рядовые | Всего |
| ---------- | --------------------- | --------------------- | ----- |
| 10.3.1915  | 0                     | 0                     | 0     |
| 10.6.1915  | 0                     | 0                     | 0     |
| 10.8.1915  | 0                     | 0                     | 0     |
| 10.09.1915 | 0                     | 0                     | 0     |
| 10.10.1915 | 0                     | 0                     | 0     |
| 10.7.1916  | 0                     | 0                     | 0     |
| 10.1.1917  | 0                     | 0                     | 0     |
| 10.4.1917  | 0                     | 2                     | 2     |
| 10.7.1917  | 0                     | 2                     | 2     |
| 10.5.1918  | 7                     | 98                    | 105   |
| 10.10.1918 | 16                    | 90                    | 106   |

|             | Военнопленные офицеры | Военнопленные рядовые | Всего |
| ----------- | --------------------- | --------------------- | ----- |
| Гюстров     | 0                     | 83                    | 83    |
| Бранденбург | 0                     | 6                     | 6     |
| Вахмбек     | 16                    | 0                     | 16    |
| Сбежавшие   | 0                     | 1                     | 1     |

| Военнопленные | Освобождены | Умерли | Средняя продолжительность заключения |
| ------------- | ----------- | ------ | ------------------------------------ |
| Японцы        | 0           | 0      | 0,9 года                             |

Японских военнопленных в Германии было больше, чем бразильских, греческих или черногорских военнопленных в Германии, но не так много, как американских военнопленных. Годовой показатель смертности среди японских военнопленных составил 0 %, тогда как для военнопленных других национальностей данный показатель был выше 0 %. Средний показатель смертности для военнопленных всех национальностей составил 16,8 %.

### Японская статистика
17 декабря 1918 года Информационное бюро по делам военнопленных при Министерстве армии Японии представило в секретариат министра армии «Список японцев, содержавшихся под стражей, освобождённых и умерших в Германии и Австро-Венгрии» . Этот документ, обобщающий информацию от информационного бюро германского Министерства армии, австро-венгерского информационного бюро по делам военнопленных, швейцарского МККК и других, является основным источником данных об именах и численности японских военнопленных в Европе во время Первой мировой войны. Эта статистика включает также гражданских интернированных. Согласно этим данным на июнь 1918 года:
- Всего пленных в Германии: 129 человек (включая 3 женщин).
- Погибшие: 17 человек, но эта цифра включает 13 моряков, погибших непосредственно в бою при захвате «Хитати-Мару».
- Освобождено до конца войны: 10 человек (включая 9 гражданских лиц, задержанных в 1914 года и вскоре отпущенных, и одного военнопленного — капитана Вакадзаву Такити).
- Места содержания: Вахмбек (15), Бранденбург (6), Гюстров (82), Зольтау (1), Кведлинбург (2), Котбус (1), Лейпциг I (3), Лейпциг II (2), Лейпцигская рабочая команда (6), Хайльбронн (5), Хольцминден (1), Замок Целле (1), Хафельберг (1), Дюльмен (1), Целле (1), Кильский гарнизонный госпиталь (1).

- Статус основных японских военнопленных в Германии (включает также интернированных в 1914): Члены экипажей и пассажиры гражданских судов, добровольцы русской армии, торговцы, художники, синтоистские священники, ремесленники и инженеры, японские военнослужащие и прочие. Японских военнослужащих было 3 человека: пассажир «Хитати-Мару» капитан-лейтенант (инженер) ВМФ Сираиси Кэнкити; подпоручик запаса Мориокского артиллерийского полка Уэмура Кацудзи, обучавшийся в Лейпциге; и офицер запаса Камимура Кацудзи, задержанный в Кёнигштайне.
- Всего пленных в Австро-Венгрии: 6 человек (все из них — гражданские интернированные).

## Вопрос обмена военнопленных
Во время войны правительства Центральных держав в лице Германии и Австро-Венгрии рассматривали возможность обмена военнопленными: австро-венгерских военнопленных и немецких военнопленных в Японии на японских военнопленных в Германии. Однако проблема заключалась в том, что ни одна из стран не имела значительного количества японских военнопленных для обмена. Несмотря на это, известен по крайней мере один случай сложных дипломатических переговоров об обмене.  
Центральным эпизодом в вопросе обмена стал случай, связанный с двумя пленными: немцем Фридрихом Хаком в Японии и японцем Такити Вакадзавой в Германии. Фридрих Хак, доктор экономических наук, до войны работавший в Японии, после падения Циндао был взят в плен как некомбатант. В 1915 году его осудили на полтора года заключения в гражданской тюрьме за пособничество побегу немецких офицеров. Этот приговор стал поводом для дипломатического протеста Германии, которая, действуя через посольство США, заявила, что такое наказание нарушает Гаагскую конвенцию, предусматривающую за попытку побега лишь дисциплинарное взыскание, а не уголовный срок в гражданской тюрьме. Когда протесты не увенчались успехом, Германия использовала захват капитана японского судна «Kohina Maru» Такити Вакадзавы в августе 1916 года как рычаг давления. Его не освободили, как того требовали морские обычаи, а интернировали в лагере Хафельберг, превратив в заложника, чья судьба была напрямую увязана с судьбой Хака.
В начале 1917 года, после досрочного освобождения Хака из тюрьмы (хотя он и остался в статусе военнопленного), японская сторона неожиданно выступила с инициативой обмена: Вакадзавы на Хака, что подразумевало полное освобождение обоих. Германия согласилась, так как это давало шанс вернуть ценного специалиста. Однако внутренний анализ ситуации японским военным ведомством привел к отмене предложения. Юридически Япония считала свою позицию безупречной: статус Хака как военнопленного был подтвержден списками, предоставленными самой Германией, тогда как удержание Вакадзавы (капитана торгового судна) нарушало морское право, согласно которому его должны были освободить под честное слово. Но решающими стали стратегические соображения: японские военные сочли освобождение влиятельного и осведомленного о Японии Хака невыгодным для национальных интересов. Кроме того, это могло создать опасный прецедент, когда Германия захватывала бы японских гражданских лиц для обмена на ценных военнопленных.
В итоге Япония официально отказалась от собственного предложения, сославшись на формальную причину — несоответствие статусов («офицер при штабе» против «простого капитана торгового судна»). Это вызвало резкое недовольство немецкой стороны, которая обвинила Японию в недобросовестности. Тем не менее, поскольку дальнейшее удержание Вакадзавы стало бессмысленным и затратным, Германия в сентябре 1917 года в одностороннем порядке освободила его. Фридрих Хак оставался в японском плену до конца войны. 1 октября японский капитан вернулся в свой дом в японском городе Кобе.

## Репатриация
11 ноября 1918 года Германия проиграла войну и подписала Компьенское перемирие. 27 ноября 1918 года газета «Токио Нитинити Симбун» сообщила, что 105 японских военнопленных в Германии скоро должны быть освобождены в соответствии с условиями перемирия как некомбантанты в течение одного месяца. Однако Германия заявила, что все японские военнопленные являются комбатантами. Японское правительство потребовало от Германии освободить всех японцев как можно скорее, считая их некомбатантами в широком смысле. Также неизвестной оставалась информация о 30 японцев в Германии. 5 декабря 1918 года газета сообщила об освобождении японских военнопленных. 
В лагере Вахмбек освобождение пленных началось с 22 ноября, а 10 декабря немецкие власти объявили об освобождении японских и британских пленных офицерского звания. На следующий день, 11 декабря, они покинули лагерь и 13 декабря прибыли в Роттердам. На зафрахтованном британской армией судне «Такада-го» они на следующее утро прибыли в порт Халл. Там их встретили сотрудники «Ниппон Юсэн», и вечером 14 декабря они прибыли в Лондон. Им был оказан теплый прием сотрудниками лондонского филиала «Ниппон Юсэн» и несколькими десятками японцев, проживавших в Лондоне. Позднее 18 человек из лагеря Вахмбек в середине января отправились на родину на судне «Иё-мару» компании «Ниппон Юсэн» и 3 марта прибыли в порт Кобе.
Тем временем японские пленные из Баркенмоора после заключения перемирия были 21 ноября снова переведены в лагерь Гюстров, где им предстояло ожидать процедуры освобождения. 5 января 1919 года, они были освобождены из лагеря Гюстров и под конвоем французского офицера 8 января прибыли в Копенгаген, Дания. Там они перешли под покровительство британского Красного Креста. 10 января их посетил секретарь Иида из японской миссии в Стокгольме для подтверждения личности, после чего 13 января на британском зафрахтованном судне «Эсхак-го» они 16 января прибыли в военный порт Лис. Там их встретили сотрудники «Ниппон Юсэн», и на поезде через Эдинбург они направились в Ливерпуль. 81 член рядового состава «Хитати-мару» был отправлен на родину компанией «Ниппон Юсэн» и 28 марта благополучно прибыл в Кобе (по другим данным они вернулись в Кобе в середине мая на судне «Сидзуока-мару» компании «Ниппон Юсэн»).
Уже после того, как все бывшие пленные вернулись в Японию, в Германию прибыла официальная инспекционная миссия под руководством дипломата Того Сигэнори. Она достигла Берлина 17 апреля 1919 года, но к этому моменту в стране не оставалось японских военнопленных, и задача по содействию их освобождению утратила свою актуальность.

## Дальнейшая судьба
После Первой мировой войны в Японии ещё больше утвердился принцип отказа от капитуляции и нежелания признавать плен своих военнослужащих. В декабре 1918 года японская пресса, основываясь на существующих нормах, предвидела официальные разбирательства для вернувшихся из плена, причем характер этих процедур должен был зависеть от статуса и обстоятельств пленения каждого. Так, ожидалось, что капитан-лейтенант ВМФ Кэнкити Сираиси, как кадровый офицер, захваченный при особых обстоятельствах, немедленно предстанет перед военно-морским судом для дачи подробных показаний. В то же время экипаж «Хитати-Мару», несмотря на то, что немцы считали их комбатантами из-за оказанного сопротивления, по японским правилам должен был пройти лишь формальное расследование в Министерстве связи, в основном касающееся гибели судна. Для моряков же, захваченных с иностранных судов (Симомура Риндзо, Мураками Ясуносукэ), и добровольца русской армии (Дзинбо Киёси), чьи обстоятельства пленения были менее стандартными, предполагалось тщательное расследование и допрос соответствующими властями.
В результате, бывшим японским военнопленным в Германии, таким как капитан-лейтенант Кэнкити Сираиси с захваченного «Хитати Мару», было отказано в возвращении на действительную службу после освобождения из плена в Германии. Как отметил историк Тэйдзи Накамура, «независимо от причин, офицеры с опытом пленения не могли быть оставлены на действительной службе по решению высшего руководства японского флота», что свидетельствовало об ужесточении подходов по сравнению с русско-японской войной 1904—1905 годов.

## Исследования
Факт того, что в Германии были японские военнопленные является малоизвестным. Записи о японских военнопленных во время Первой мировой войны очень скудны, и полностью ещё не изучены.

## В литературе
После Первой мировой войны многие бывшие военнопленные с рейдера «Вольф» опубликовали мемуары и дневники о своем пребывании в плену. В этих произведениях неоднократно упоминаются и фигурируют японцы, также находившиеся на борту «Вольфа». Их присутствие отмечается в таких книгах как «Пять месяцев на немецком рейдере» Ф. Трейса, «Десять месяцев на немецком рейдере» Дж. Камерона, «В Киль на немецком рейдере „Вольф“» А. Кларка, «64000 морских миль пиратского плавания» Ф. Лаймбаха и других мемуарах участников и очевидцев плавания этого корабля.
Есть также некоторые японские произведения:
- Произведение Сина Хасэгавы[яп.] «Хитати Мару в Индийском океане» (印度洋の常陸丸), опубликованное в 1962 году, посвящено японскому торговому судну Хитати-Мару и его пленному экипажу[44][45].
- В книге «Судьба похищенного морского офицера: правда о Сираиси Кэнкити и Хитати Мару» автора Сираиси Кацухико 2007 года повествуется о японском военном Кэнкити Сираиси, попавшем в плен на захваченном немцами Хитати-Мару[20].

В художественной литературе также встречаются сюжеты о японских военнопленных Первой мировой войны. Например в рассказе «A Sailor of Austria» 2005 года Джона Биггинса есть вымышленный пример японского моряка Такэо Икеду, который оказывается единственным японцем в австро-венгерском плену из-за чего имперские бюрократы вынуждены создать для него отдельные условия содержания в соответствии с Гаагской конвенцией.